# Pepinillo navideño

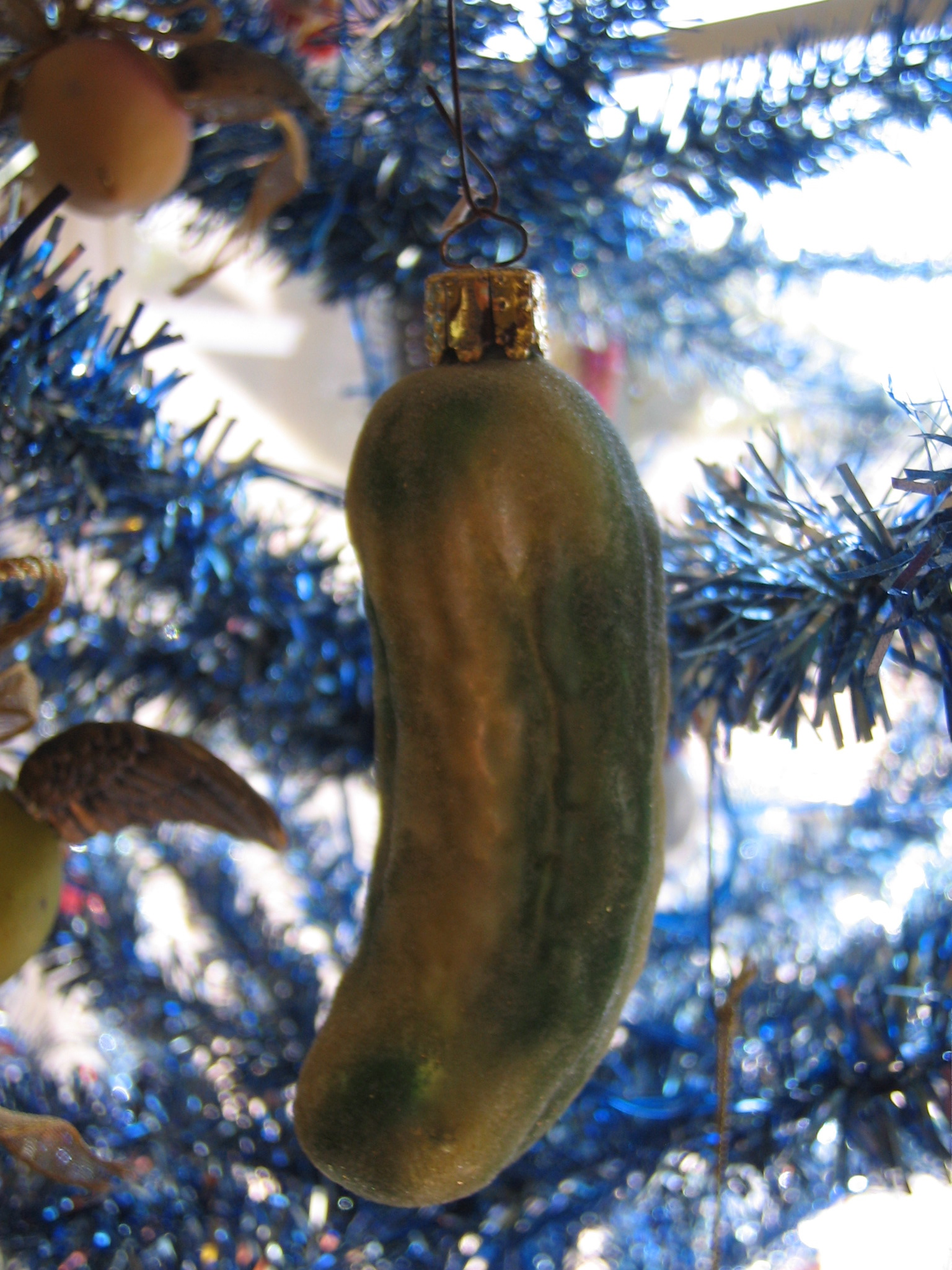
Un pepinillo navideño de cristal

El pepinillo de Navidad es una tradición navideña germano-estadounidense. Se esconde un adorno con forma de pepinillo en el árbol de Navidad, y quien lo encuentra recibe una recompensa o buena suerte para el año siguiente. Se atribuyen varios orígenes a esta tradición, uno de ellos en Alemania. Esta teoría se ha descartado y ahora se cree que es una tradición germano-estadounidense creada a finales del siglo XIX. De hecho, el New York Times informó de que de 2.057 alemanes encuestados, YouGov determinó que el 91% desconocía la leyenda.

## Descripción
Según la tradición, se coloca un pepinillo decorativo en el árbol de Navidad como uno de los adornos navideños. En la mañana de Navidad, la primera persona que encuentre el pepinillo en el árbol recibirá un regalo extra de Papá Noel o tendrá un año de buena suerte.
Berrien Springs, Míchigan, que se autoproclamó capital mundial del pepinillo navideño, celebró un desfile de pepinillos desde 1992 hasta 2005.  El Festival y Desfile de los Pepinillos regresó en 2021 tras un paréntesis de 16 años.

## Orígenes
Los estadounidenses suelen creer que esta tradición procede de Alemania y que se conoce como Weihnachtsgurke, pero probablemente se trate de una tradición apócrifa.  HSe ha sugerido que el origen del pepinillo navideño pudo desarrollarse en la década de 1890, coincidiendo con la importación de adornos de cristal para árboles de Navidad procedentes de Alemania. Woolworths fue la primera empresa en importar este tipo de adornos a Estados Unidos en 1890, y a partir de 1892 se importaron de Francia vegetales decorativos de vidrio soplado. A pesar de las pruebas que demuestran que la tradición no se originó en Alemania, el concepto de pepinillos navideños se ha importado desde entonces de Estados Unidos y ahora se venden en el país tradicionalmente asociado a ella.
Se ha sugerido que el origen de la tradición se remonta a Camp Sumter, durante la guerra civil estadounidense. El soldado John C. Lower, nacido en Baviera, se había alistado en el 103.º de Infantería de Pensilvania, pero fue capturado en abril de 1864 y llevado al campo de prisioneros. Según cuenta la historia, en Nochebuena le suplicó a un guardia que le diera un pepinillo mientras se moría de hambre. El guardia le dio el pepinillo, al que Lower reconoció más tarde que le había salvado la vida. Cuando regresó con su familia, comenzó la tradición de esconder un pepinillo en el árbol de Navidad todos los años.
Otro origen que procede de Berrien Springs es el de un cuento de la época victoriana en el que San Nicolás salva a dos niños españoles que quedaron atrapados en un barril de pepinillos por un posadero, que en realidad deriva de una leyenda medieval mucho más espantosa en la que un carnicero caníbal descuartizaba y almacenaba a un grupo de niños en un barril y San Nicolás los devolvía y los resucitaba milagrosamente.